# Quemisia gravis
Genre
Espèce
Quemisia gravis est une espèce éteinte de rongeurs de la famille également éteinte des Heptaxodontidae. 
C'est la seule espèce du genre Quemisia.
Elle a vécu à Haïti et en République dominicaine.